# Zvezdara
Zvezdara (en serbio: Звездара) es un municipio de la ciudad de Belgrado, la capital de la República de Serbia. Es geográficamente montañoso y con muchos bosques. Según los resultados del censo de 2011, tiene una población de 151.808 habitantes.

## Grupos étnicos
La composición étnica del municipio (a partir de 2011):
| Grupo étnico  | Población |
| ------------- | --------- |
| Serbios       | 137,132   |
| Gitanos       | 1,644     |
| Montenegrinos | 971       |
| Macedonios    | 723       |
| Yugoslavos    | 695       |
| Croatas       | 486       |
| Goranis       | 372       |
| Musulmanes    | 364       |
| Magiares      | 180       |
| Bosníacos     | 168       |
| Búlgaros      | 165       |
| Rusos         | 121       |
| Eslovenos     | 121       |
| Albaneses     | 91        |
| Rumanos       | 80        |
| Eslovacos     | 78        |
| Otros         | 8,417     |
| Total         | 151,808   |